# Denton Cooley

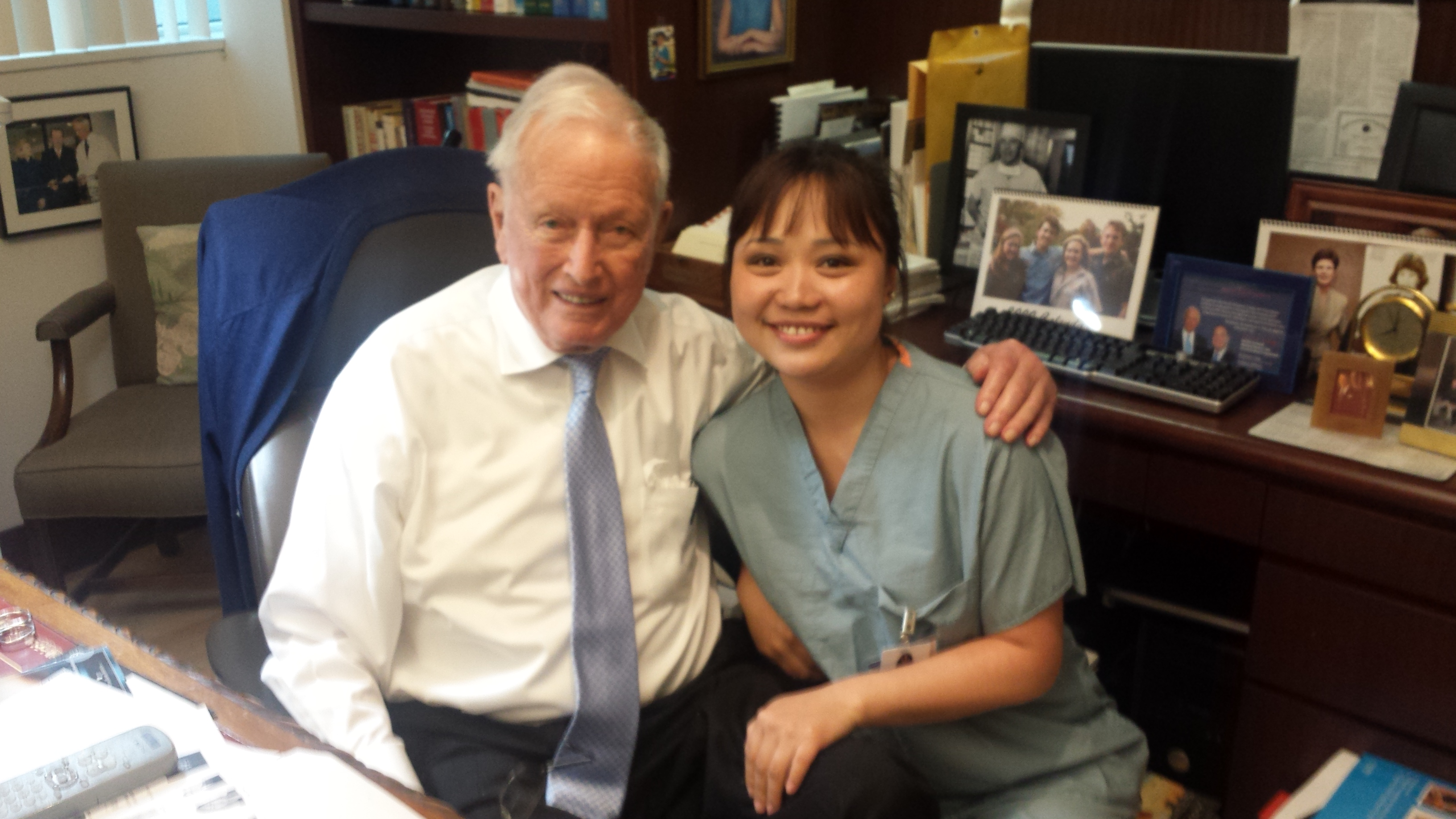
Denton Cooley mit einer Medizinstudentin (2015)

Denton Arthur Cooley (* 22. August 1920 in Houston, Texas; † 18. November 2016 ebenda) war ein US-amerikanischer Herzchirurg.

## Leben
Cooley studierte zunächst Zoologie an der University of Texas (Abschluss 1941), bevor er Medizin an der University of Texas Medical Branch in Galveston und an der Johns Hopkins University School of Medicine studierte (M. D. 1944 an der Johns Hopkins). Während seiner Internship an der Johns Hopkins assistierte er Alfred Blalock bei einer von dessen Pionieroperation eines zyanotischen angeborenen Herzfehlers bei Kleinkindern, worauf er beschloss Herzchirurg zu werden. Später wurde nach ihm die operative Verbindung zwischen aufsteigender Aorta und rechter Pulmonalarterie als Cooley-Waterston-Anastomose benannt. 1946 bis 1948 leistete er seinen Wehrdienst beim Army Medical Corps in Linz, wo er die Chirurgie leitete.
1950 ging er nach Beendigung seiner Facharztausbildung nach London, um beim Herzchirurgen Lord Russell Brock zu lernen. Ab 1951 war er wieder in Houston als Associate Professor für Chirurgie am Baylor College of Medicine. Hier begann seine Zusammenarbeit mit Michael Ellis DeBakey, mit dem er zum Beispiel Techniken zur Entfernung von Aneurysmen entwickelte und die Verwendung der Herz-Lungen-Maschine bei Herzoperationen, die von Cooley erfolgreich 1955 am Methodist’s Hospital eingesetzt wurde. 1962 gründete er das privat geleitete Texas Heart Institute. Ab 1969 wechselte er ganz von seiner Professur am Baylor College ans St. Luke’s Episcopal Hospital in Houston, wo er schon seit 1960 vom Methodist’s Hospital, wo DeBakey war, als Chirurg hingegangen war. Auch das Texas Heart Institute war später am St. Luke’s angesiedelt. Unter Leitung von Cooley wurden dort über 100.000 Operationen am offenen Herzen durchgeführt, was das Institut zu einem der führenden solchen Zentren weltweit machte.
Am 3. Mai 1968 führte er seine erste Herztransplantation aus, die erfolgreicher als die seiner Vorgänger verlief, der Patient überlebte 204 Tage. Im Jahr darauf führte er bereits 22 Herztransplantationen aus.
Er verfasste über 1300 wissenschaftliche Artikel als Autor und Ko-Autor und 13 Bücher.
Während seiner Karriere befand er sich über viele Jahrzehnte in einem von Animosität bestimmten professionellen Wettstreit mit dem Herzchirurgen DeBakey, nachdem sie zuvor in Houston eng zusammengearbeitet hatten. Das war auch Gegenstand des Titels des Life Magazins. 2007 begruben sie offiziell ihre Rivalität, als die Cardiovascular Surgical Society von Cooley einen Lifetime Achievement Award an den 99-jährigen DeBakey verlieh.
Dentons „Denton A. Cooley Cardiovascular Surgical Foundation“ wurde 1972 gegründet.
Während DeBakey bei der Verpflanzung eines künstlichen Herzens in einen Menschen Mitte der 1960er Jahre zögerte, verpflanzte Cooley 1969 als Erster ein von Domingo Liotta konstruiertes künstliches Herz aus dem Labor von DeBakey in einen Menschen; Patient war Haskell Karp. Cooley überbrückte damit 65 Stunden, bis der Patient, der zuvor in kritischem Zustand gewesen war, ein menschliches Herz eintransplantiert bekam; allerdings überlebte er diesen Eingriff nur 36 Stunden. DeBakey war über die Verwendung eines künstlichen Herzens aus seinem Labor ohne vorherige Rückfrage bei ihm verärgert und es kam zum offenen Bruch zwischen beiden. DeBakey bezeichnete das Vorgehen von Cooley als „unethisch“ und eine Untersuchung wurde seitens des Baylor College und des National Institutes of Health, die die Forschung am künstlichen Herzen finanziert hatten, durchgeführt. Cooley verließ schließlich hauptsächlich aus diesem Grund das College.
1988 meldete er aufgrund fehlgeschlagener Immobilienspekulationen bzw. fallender Immobilienpreise während einer Baisse Insolvenz an. Zu seinen Hobbys gehörten in Studententagen Basketball, später dann Golf und ab Mitte der 1960er Jahre bis in die 1970er Jahre spielte er Bass in einer Swing-Band mit Namen Heartbeats.
Cooley erhielt die Presidential Medal of Freedom und die National Medal of Technology, den René Leriche Preis der International Surgical Society (1967) und die National Medal of Technology. Die United States Sports Academy in Daphne verlieh ihm 1987 die Ehrendoktorwürde.

## Anekdoten
Vor Gericht von einem Anwalt gefragt, ob er sich für den besten Herzchirurgen der Welt halte, stimmte er zu. Auf die Nachfrage, ob das nicht etwas unbescheiden wäre, antwortete er: „Vielleicht, aber bedenken Sie, dass ich unter Eid stehe“.